# Законка (приток Ситни)
Законка — река в России, протекает по Порховскому району Псковской области и Солецком районе Новгородской области. Устье реки находится в 5 км по левому берегу реки Ситня между деревнями Ситня и Жильско. Длина реки составляет 12 км.
На реке стоят деревни Стрепилово, Садовая, Дубёнка, Ситня и Жильско.

## Данные водного реестра
По данным государственного водного реестра России относится к Балтийскому бассейновому округу, водохозяйственный участок реки — Шелонь, речной подбассейн реки — Волхов. Относится к речному бассейну реки Нева (включая бассейны рек Онежского и Ладожского озера).
Код объекта в государственном водном реестре — 01040200412102000024809.